# Aire urbaine de Strasbourg
L'aire urbaine de Strasbourg est une aire urbaine française de 267 communes centrée sur les 23 communes de l'unité urbaine de Strasbourg, dans la collectivité européenne d'Alsace. Elle regroupe 265 communes du Bas-Rhin et deux des Vosges avec 802 437 habitants (sans la partie allemande).

## Caractéristiques
D'après la définition qu'en donne l'INSEE (en 2010), l'aire urbaine de Strasbourg est composée de 267 communes, dont 265 situées dans le Bas-Rhin et 2 dans les Vosges,. Ses 802 437 habitants en 2019 font d'elle la 9e aire urbaine de France. Du point de vue urbanistique, l'agglomération strasbourgeoise se poursuit de l'autre côté du Rhin et de la frontière avec l'Allemagne sur l'aire urbaine de Kehl.
23 communes de l'aire urbaine font partie du pôle urbain.
Le tableau suivant détaille la répartition de l'aire urbaine sur le département (les pourcentages s'entendent en proportion du département) :
| Département | Communes | Communes (%) | Superficie (km²) | Superficie (%) | Population (2010) | Population (%) |
| ----------- | -------- | ------------ | ---------------- | -------------- | ----------------- | -------------- |
| Bas-Rhin    | 265      | 50,3         | 2 190,3          | 46,1           | 802173            | 69,4           |
| Vosges      | 2        |              | 7,4              |                | 264               |                |
| Ensemble    | 267      |              | 2 197,7          |                | 802437            |                |

L'aire urbaine de Strasbourg est rattachée à l'espace urbain Est.

## Communes
Voici la liste des communes françaises de l'aire urbaine de Strasbourg.